# Bruce Tulloh
Michael Bruce Swinton Tulloh (ur. 29 września 1935 w Datchet, zm. 28 kwietnia 2018 w Marlborough) – brytyjski lekkoatleta, długodystansowiec, mistrz Europy z 1962.
Dołączył do czołówki brytyjskich długodystansowców w 1959. W tym samym roku wziął udział w kilku meczach międzynarodowych reprezentacji Wielkiej Brytanii. Wystąpił w biegu na 5000 metrów na igrzyskach olimpijskich w 1960 w Rzymie, gdzie nie zakwalifikował się do finału.
Największym sukcesem Tulloha było zwycięstwo w biegu na 5000 metrów podczas mistrzostw Europy w 1962 w Belgradzie, przed Kazimierzem Zimnym i Piotrem Bołotnikowem. W tym samym roku na Igrzyskach Imperium Brytyjskiego i Wspólnoty Brytyjskiej w Perth Tulloh zajął 4. miejsce w biegu na 3 mile i 9. miejsce w biegu na milę.
Nie zakwalifikował się do reprezentacji brytyjskiej na igrzyska olimpijskie w 1964 w Tokio. Na mistrzostwach Europy w 1966 w Budapeszcie zajął 6. miejsce w biegu na 10 000 metrów.
Był mistrzem Wielkiej Brytanii (AAA) w biegu na 3 mile w 1959, 1962 i 1963, wicemistrzem na tym dystansie w 1960 oraz brązowym medalistą na 3 mile w 1964 i w biegu na 6 mil w 1966.
Tulloh był znany z tego, że często biegał boso, również na zawodach międzynarodowych.